# Maiorca

Bandiera di Maiorca.

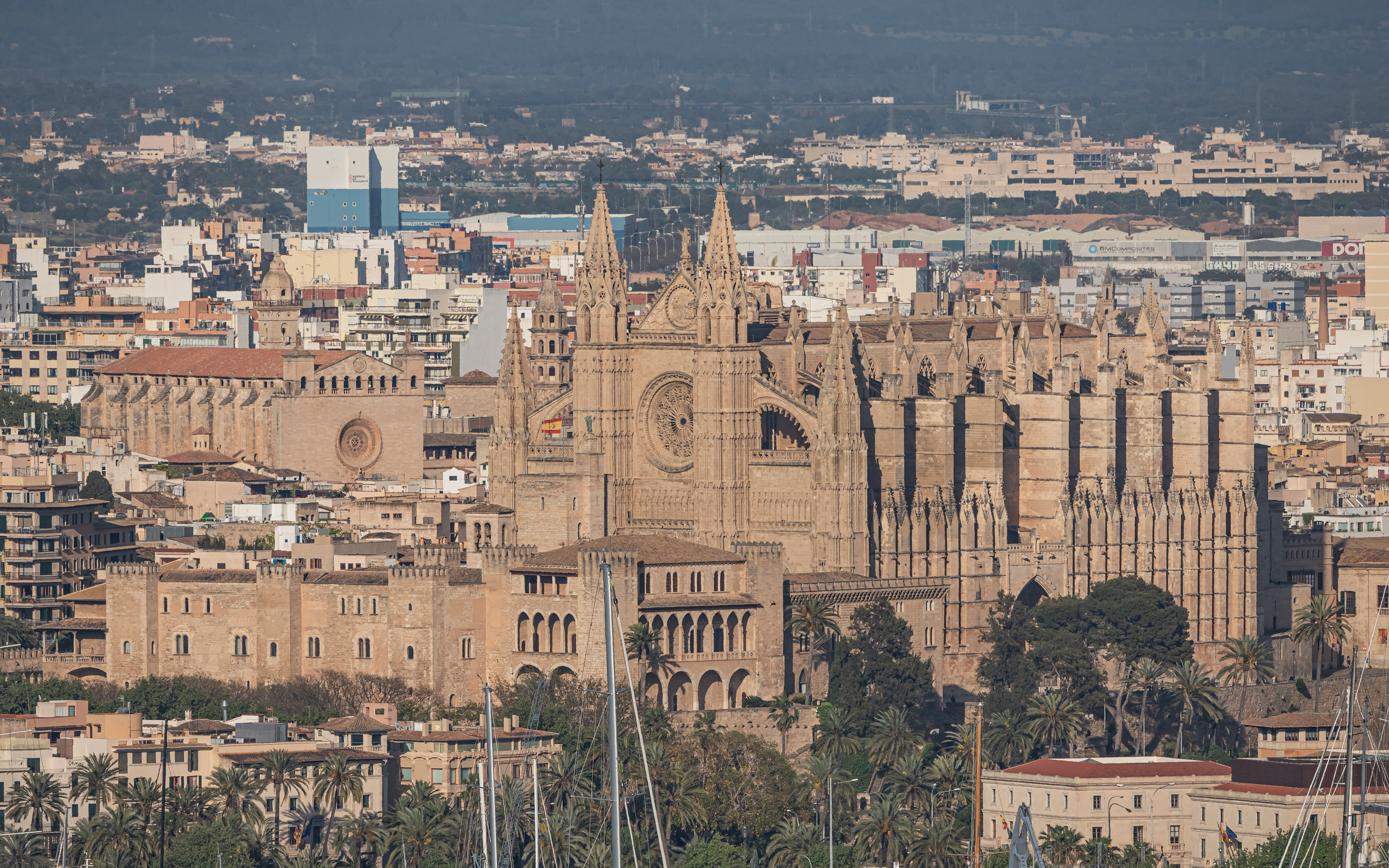
La cattedrale di Palma di Maiorca.

Maiorca (AFI: /maˈjɔrka/; indicata anticamente come Maiorica o Maiolica; in catalano e spagnolo Mallorca) è la più grande delle isole Baleari, la settima fra le più grandi isole del Mediterraneo. Ha circa 900 mila abitanti, collocandosi al quarto posto nel Mediterraneo per popolazione.
Il capoluogo è Palma di Maiorca.

## Clima
Il clima di Maiorca è tipicamente mediterraneo, con temperature alte in estate (di circa 32 °C) mitigate dalla brezza marina pressoché costante, e moderatamente basse in inverno (raramente inferiori a 5 °C).

## Natura

### Riserva naturale di S'Albufereta

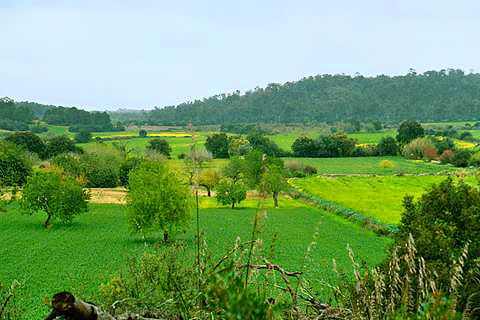
Campi di Maiorca.

S'Albufereta è una delle zone umide di maggior rilievo dell'isola. È una zona di grande interesse naturale grazie alla biodiversità che offre (sono presenti 196 delle 325 specie di uccelli presenti alle Baleari) e l'ottimo stato di conservazione di cui godono i paesaggi.
L'area di S'Albufereta è il luogo ideale per il bird-watching, in quanto zona di nidificazione di specie pregiate quali il pollo sultano, il falco di palude, il cavaliere d'Italia, la cutrettola e il forapaglie castagnolo, il tuffetto, la folaga e la gallinella d'acqua. La varietà e gamma di uccelli presenti nell'area della riserva è strettamente imparentata con quelli di S'Albufera di Maiorca. S'Albuferata è un luogo essenziale per il riposo e l'alimentazione di uccelli migratori nelle migrazioni primaverili e autunnali nonché luogo di soggiorno, nel periodo invernale, degli uccelli provenienti dall'Europa settentrionale. Nella zona umida, sono chiaramente identificabili tre aree: una fascia litoranea sabbiosa, larga dai 50 ai 100 metri; una zona inondata, con canali e laghi (i due laghi di S'Albufereta e Sa Barcassa); e zone a inondazione sporadica in cui fa spicco il bosco di tamarindi di maggior rilievo delle Baleari.
Gli studi condotti sulla vegetazione indicano la presenza nella riserva naturale di S'Albufereta di 349 specie, tra cui 6 endemiche e 3 specie protette a livello regionale (il giglio di mare, la palma nana e il mirto).

### L'arcipelago di Cabrera
L'arcipelago di Cabrera, dichiarato Parco nazionale marittimo-terrestre, si trova a 10 km a sud del Capo Salines, sull'isola di Maiorca.
L'arcipelago di Cabrera, staccatosi da Maiorca circa 15 000 anni or sono, è formato da un'isola principale, Cabrera, e da 18 isolotti di cui il primo a far capolino è Na Foradada, una mole piana e pareti verticali.
Dal I al VI secolo d.C., si insediarono sull'isola di Cabrera i Romani, che qui producevano il garum a base di interiora di pesce, che veniva aggiunto a certe pietanze e che era ritenuto afrodisiaco. 
Il castello dell'isola risale al XIV secolo e fu utilizzato quale campo di concentramento per 9 000 prigionieri francesi dopo la battaglia di Bailén, tra il 1809 e il 1811, la maggior parte dei quali morirono.
Oggi l'isola di Cabrera è dotata di un piccolo porto dove attraccano i battelli (golondrinas), si stende per 1 569 ettari ed è un avvicendarsi di scogliere, cale, capi, spiagge di sabbia e grotte sul litorale, tra cui da vedere è la grotta Sa Cova Blava.
Cabrera rappresenta un importante ecosistema per fauna e flora, forte di oltre 450 specie vegetali nonché punto strategico per molte specie ornitologiche nei flussi migratori. Vi si trovano le colonie più diverse del Mediterraneo occidentale, tra cui spicca il falco della Regina (Falco eleonorae). Nella fauna terrestre prevalgono le oltre 10 sottospecie della lucertola Podarcis lilfordi.

### Parco Naturale di Sa Dragonera

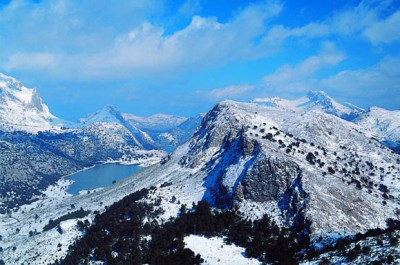
Serra de Tramuntana.

Sebbene il Parco Naturale porti il nome di Sa Dragonera, oltre a quest'isola principale, fanno parte dell'area protetta anche l'isolotto di Pantaleu, l'isola Mitjana ed Els Calafats, dato che il complesso presenta ottime condizioni ambientali di grande pregio e un eccellente stato di conservazione naturale.
L'isola di Sa Dragonera rappresenta, in termini geologici, la continuazione della sierra di Tramuntana di Maiorca, pur se la vegetazione è diversa perché condizionata dalle dimensioni dell'isola, dalla topografia scoscesa e dall'influenza del mare. Nelle zone rocciose prevale la vegetazione litoranea, boscaglia di arbusti di ulivo selvatico e il sottobosco di rosmarino selvatico.
Relativamente alla fauna del parco, il nome stesso è alquanto eloquente dato che il lacerto comune (dragó) e la lucertola sono gli unici rettili noti a Sa Dragonera. Infatti, oltre a rettili e gli uccelli, sull'isola non esistevano mammiferi fino all'arrivo dell'uomo. Con l'arrivo dell'uomo fecero la loro comparsa conigli, capre, pecore, ricci e topi.
Per quanto riguarda i mammiferi marini, della foca monaca (mammifero autoctono assai diffuso in zona) restano solo alcuni esemplari nel Mediterraneo, mentre sono avvistabili con una certa frequenza il delfino tursiope troncato e il delfino comune.
Come avviene di solito nei parchi naturali delle zone litoranee, le specie ornitologiche sono la fauna più consueta, numerosa e diversificata. Sa Dragonera, il Pantaleu e la Trapa sono state dichiarate ZEPA (Zona a protezione speciale per specie ornitologiche). Le specie marine più frequenti sono la berta maggiore, il cormorano, la berta minore, il gabbiano reale. Tra gli uccelli rapaci spicca il falco della regina, il gheppio comune, il falco.

## Spiagge
Platja d'Es Trenc:
Nella parte più a sud dell'isola, è una delle spiagge più rinomate dell'isola. Molto grande, lunga ben 3 km, è larga circa 40 metri. La sabbia è bianchissima e il mare, di solito calmo, sembra caraibico. È circondata da dune e pinete e con la parte centrale molto frequentata da nudisti.
S'Arenal:
Sita nel comune di Llucmajor, è la più grande spiaggia della capitale delle Baleari, Palma di Maiorca. S'Arenal è lunga oltre 4 km, larga 50 metri e di sabbia finissima.
Lungo la spiaggia è nato il centro turistico di El Arenal, il luogo con la più alta densità di hotel delle Baleari. D'estate i turisti degli hotel, tedeschi soprattutto, si riversano sulla spiaggia e in mare. Accanto alla spiaggia corre un paseo (lungomare) con le palme e i bar numerati (da 1 a 15).
Formentor:

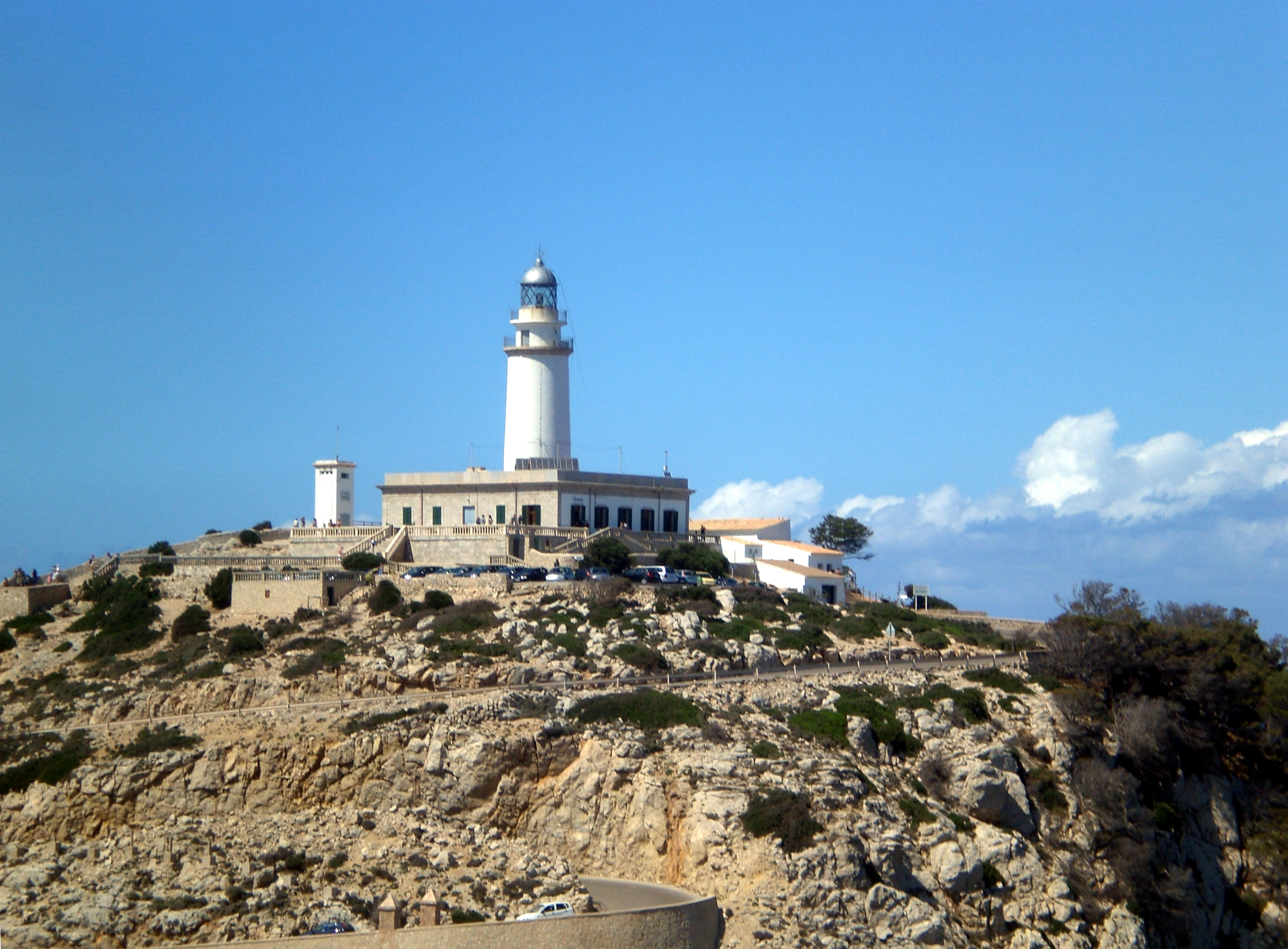
Faro di Capo Formentor.

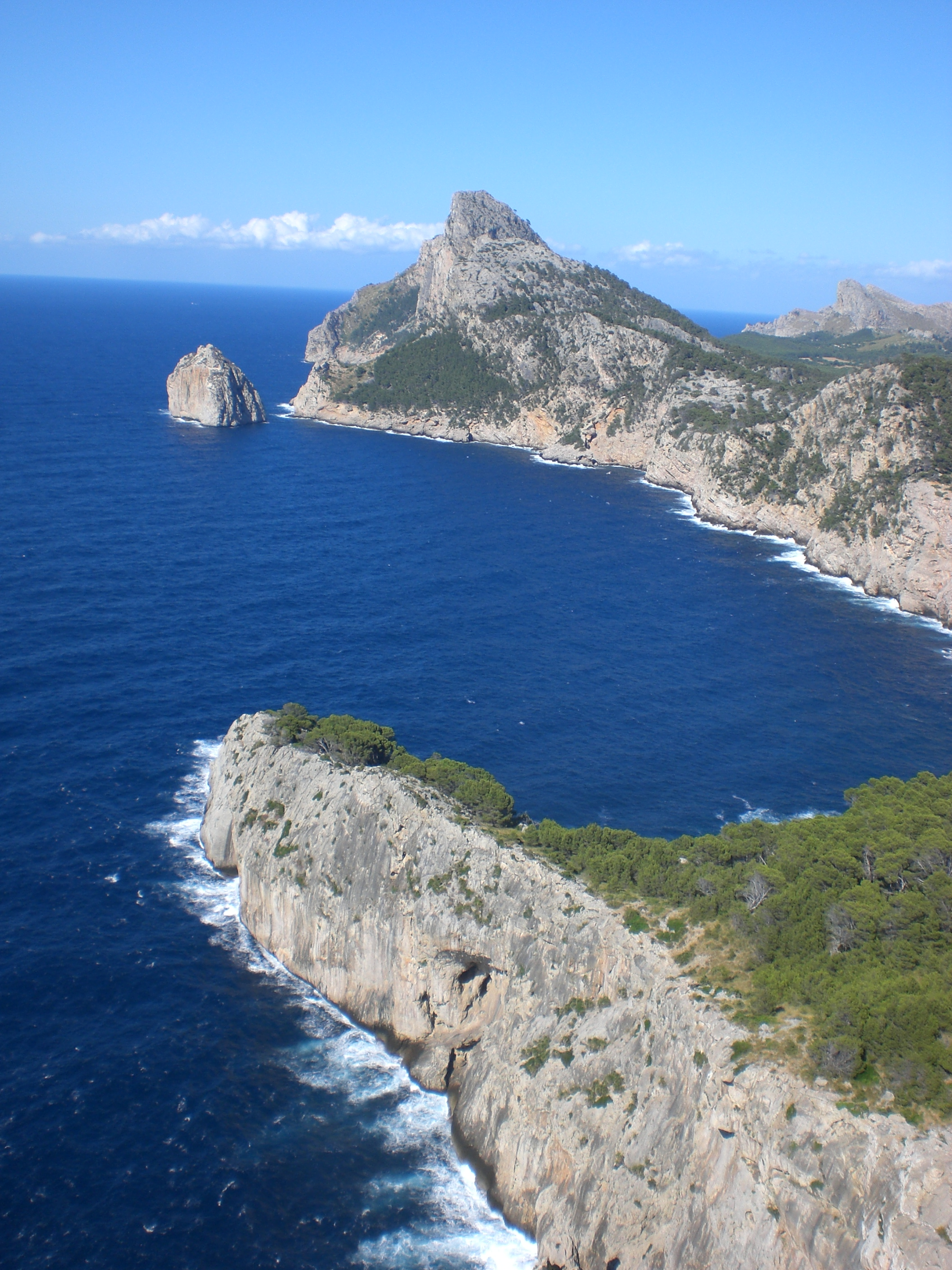
Capo Formentor.

Una delle spiagge più note di Maiorca, insieme a Cala Mesquida a est e Playa d'Es Trenc a sud, Formentor si trova nell'estremità nord dell'isola. La spiaggia, immersa nella natura, è lunga circa 1 km, ma larga solo pochi metri. La baia è affascinante, l'acqua verde smeraldo. Il nome originale è Cala Pi de la Posada ed è la spiaggia più vicina al faro di Formentor, uno dei luoghi più affascinanti e con il miglior tramonto dell'isola. Il poeta Miguel Costa y Llobera scrisse il suo famoso poema Il Pino di Formentor, ispirato ai bellissimi paesaggi e ai pini di Formentor.
Cala Mesquida:
Situata all'estremità nord est di Maiorca, è una delle spiagge più belle della parte nord dell'isola. Lunga 300 metri e larga 130 metri, ha sabbia bianca molto fine. Immersa nella natura (le case non sono troppo vicine alla spiaggia) è molto frequentata, soprattutto da italiani. Il mare è spesso mosso, con onde anche forti.
Cala Torta:
Spiaggia molto difficile da raggiungere tramite un lungo tratto di strada sterrata, in parte percorribile in auto (meglio con un fuoristrada); inoltre le indicazioni non sono chiarissime. In compenso è una delle poche spiagge di Maiorca quasi deserta. Lunga 150 metri e larga 15, in sabbia bianca.
Cala Agulla:
Situata poco a sud di Cala Mesquida. Lunga oltre 500 metri e larga 50, è circondata parzialmente dalla pineta. È in sabbia bianca fine. Il panorama è un po' rovinato dalle costruzioni vicino alla costa. Il parcheggio è a pagamento.
Cala Petita:
Bellissima spiaggia rocciosa. È molto piccola, lunga solo 30 metri e larga, ma merita di essere visitata. Il mare di solito è abbastanza mosso. Bisogna fare attenzione alle rocce; anche qui il nudismo è molto praticato.
Platja La Romana:
Situata nella parte sudoccidentale dell'isola e molto frequentata in estate, La Romana è una spiaggia piuttosto grande (diverse centinaia di metri) e molto attrezzata con stabilimenti e chioschi.
Alla sua sinistra si trova invece una zona verde scoscesa di macchia mediterranea che termina in alcune calette dove è praticato il nudismo.
A Palma di Maiorca ci sono alcune tra le spiagge più belle di tutta l'isola; inoltre le temperature (tranne in febbraio e marzo che arrivano agli 11 gradi circa) sono ideali anche in mesi solitamente più freddi, dato che il sole e l'effetto del mare rendono la temperatura molto piacevole.
Per questo le spiagge sono molto frequentate dai turisti anche durante le vacanze natalizie, periodo in cui si può tranquillamente prendere il sole in costume e rilassarsi sulla battigia.

## Geografia
L'estensione dell'isola è di 3640 km².
L'orografia di Maiorca è determinata dalla Sierra de Tramontana che nel nordest dell'isola determina picchi e scogliere impressionanti che contrastano con le spiagge del resto del litorale. La fertile pianura centrale viene denominata "Pla". La capitale, Palma, è situata nel centro dell'omonima baia.

### Montagne
La vetta più alta è quella del Puig Major, con i suoi 1 445 metri di altezza. Essa è situata tra le montagne della Sierra de Tramontana.

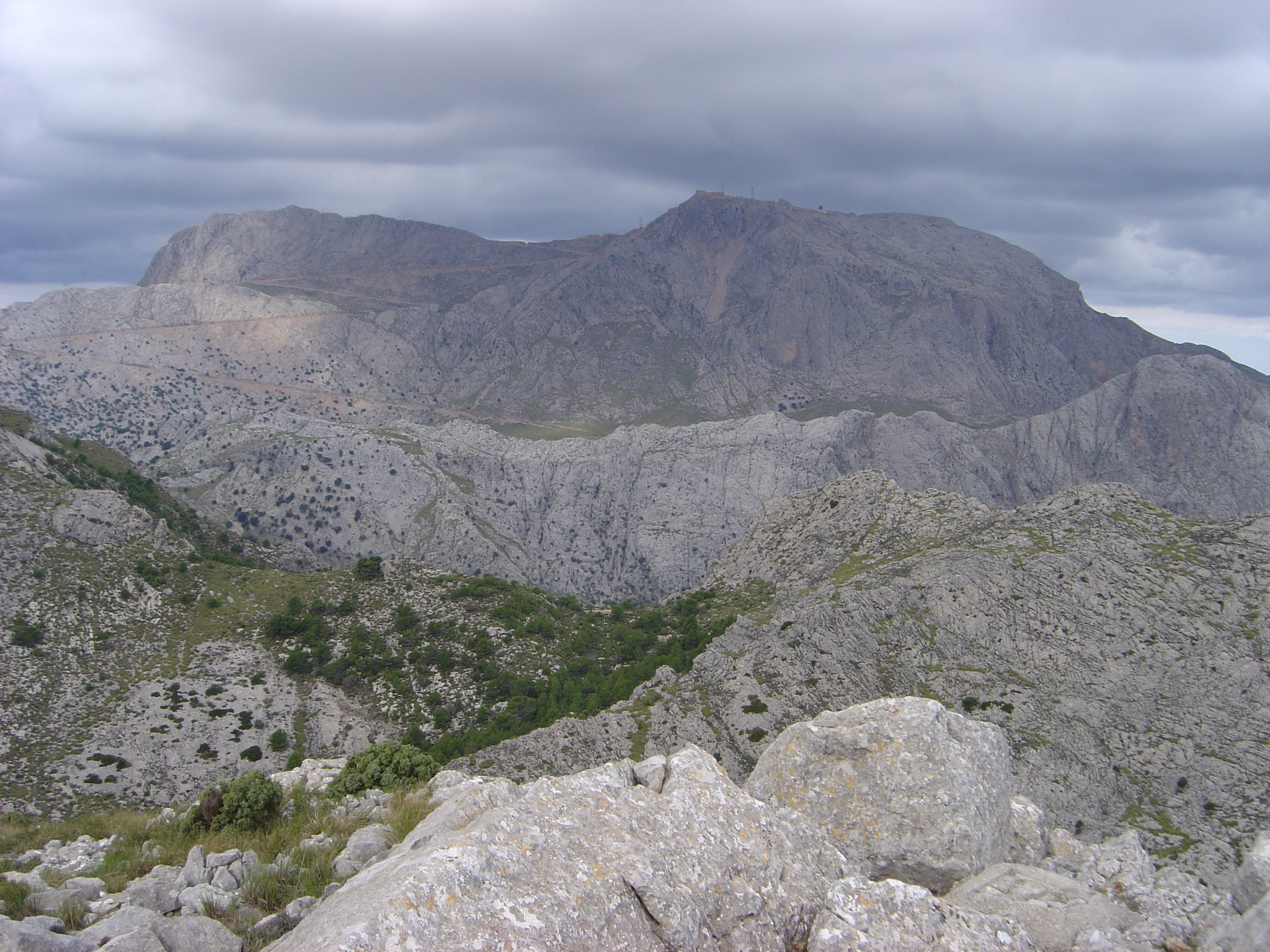
Il Puig Major, la montagna più alta di Maiorca (1445 m s.l.m.)
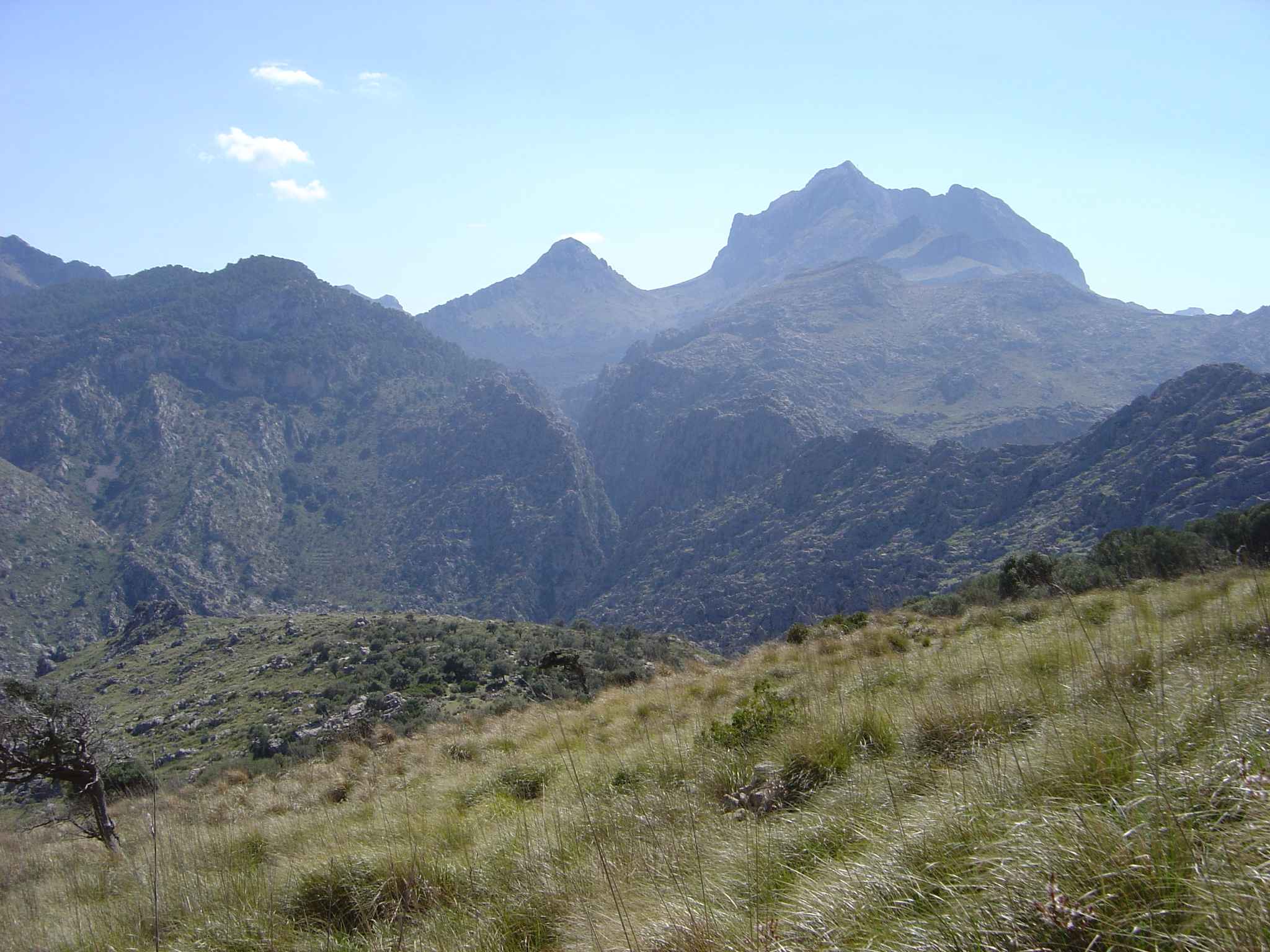
Il Puig Major
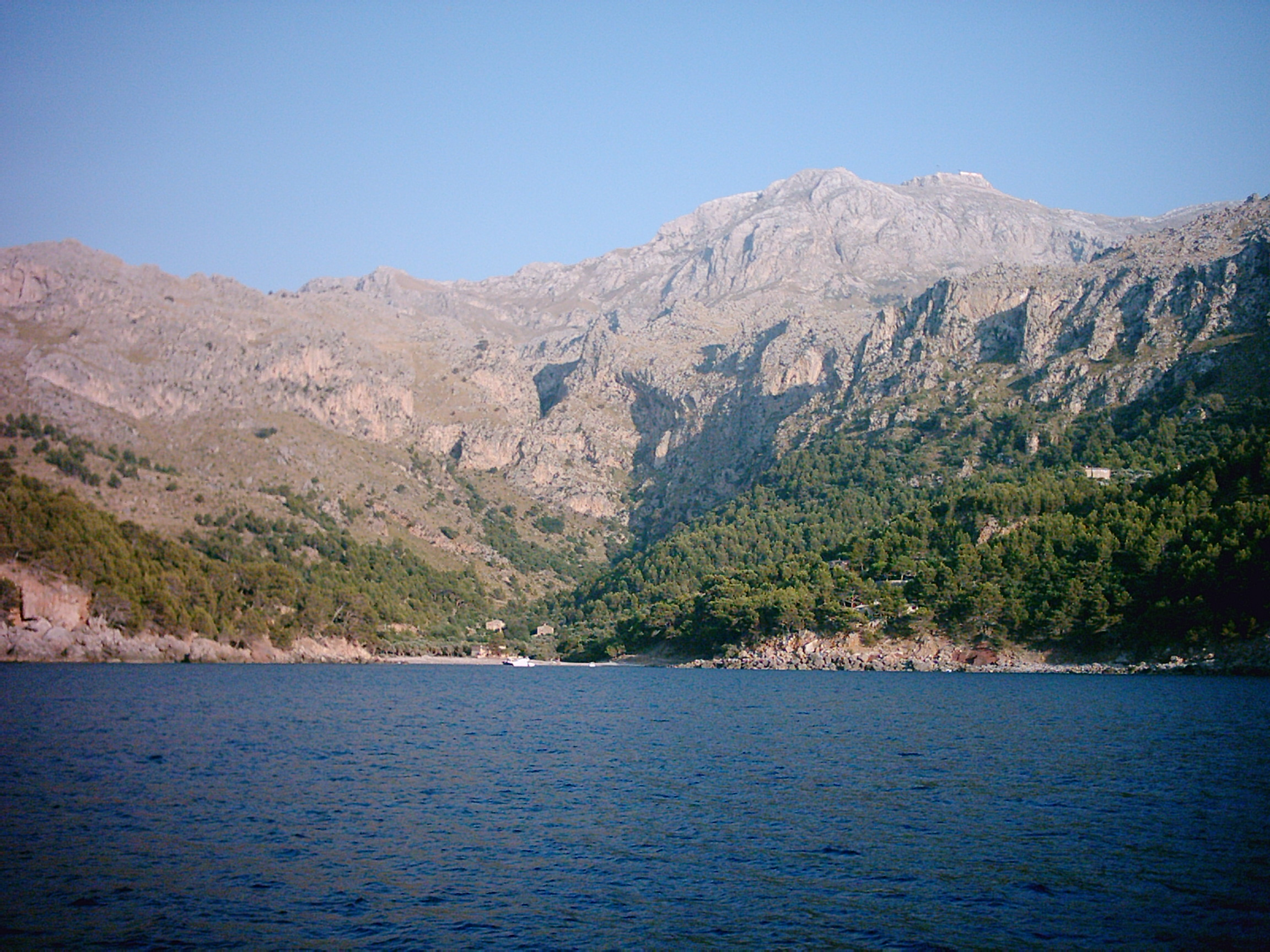
Il Puig Major dal mare: cala Tuent
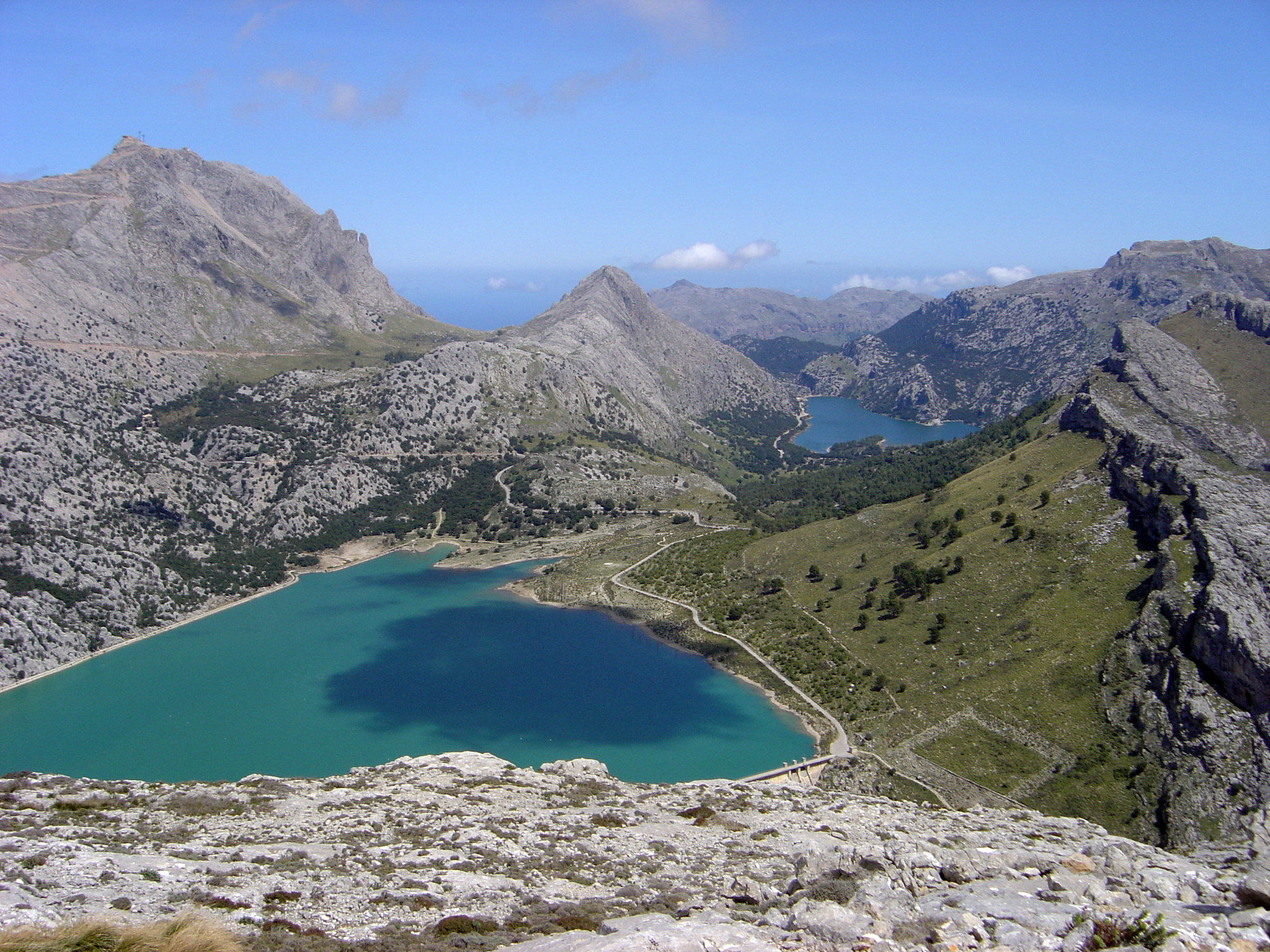
Il Puig Major: acque

### Fiumi e laghi
I due laghi principali di Maiorca sono il Cúber e il Gorg Blau, entrambi di origine artificiale. Sull'isola scorrono anche alcuni torrenti, tra cui il Torrent Gros, il Torrent de Sant Miquel, il Torrent de Na Borges e il Torrent de Pareis.

## Storia

### Preistoria ed epoca pre-romana
Resti dell'era preistorica sono stati ritrovati nelle località di Sòller e Valldemossa, i più antichi datati attorno all'anno 5200 a.C.
Sono state ritrovati altresì resti di colonizzazioni di greci, fenici e cartaginesi. Soprattutto con questi ultimi i rapporti erano intensi: gli abitanti di Maiorca furono assoldati come mercenari da Cartagine nelle Guerre puniche. La tradizione vuole che i soldati Maiorchini non volessero essere ricompensati con soldi, ma con donne e vino.

### Epoca romana
I Romani in differenti occasioni avevano tentato di conquistare l'isola, per evidenti ragioni strategiche, però erano sempre stati respinti dagli abitanti, finché nel 123 a.C. il console Quinto Cecilio Metello Numidico sbarcò e vinse le resistenze e fondò le prime due colonie romane: Palma e Pollentia. Verso la fine dell'impero romano il cristianesimo arriva sull'isola.

### Età medievale e moderna
Nell'anno 425 l'isola fu invasa dai Vandali e saccheggiata. Questa popolazione barbara si fermò sull'isola fino all'anno 534, quando il generale bizantino Belisario riconquistò l'intero arcipelago baleare.
Nel 707 gli arabi sbarcarono sull'isola per la prima volta: a questo seguirono due secoli di incertezza finché a partire dal 903 Maiorca cadde definitivamente nelle mani della dinastia degli Omayyadi. Secondo le cronache, l'ultima fortezza cristiana a capitolare fu il castello di Alaró. Sotto gli arabi l'isola visse un periodo molto fiorente nel quale crebbe l'influenza della città di Medina Mayurqua, l'attuale città di Palma.
Nel 1115 una spedizione punitiva pisano-catalana attaccò l'isola in rappresaglia per le attività di pirateria che vi trovavano riparo. Dopo aver saccheggiato e parzialmente distrutto Medina Mayurqa in assenza di Ramón Berengario III, la spedizione fuggì alla vista dei rinforzi nemici provenienti dall'Africa. L'isola rimase nelle mani della famiglia Banu Ganiya che incoraggiò la pirateria contro le navi cristiane. Nel 1203 gli arabi si reimpossessarono di Maiorca e nel 1208 designarono governatore Abù Yahya, il quale formò un principato semi-indipendente solo formalmente sottomesso all'emiro.
L'isola fu occupata dal re Giacomo I d'Aragona che sbarcò nel 1229, sconfisse Abù Yahya nella battaglia di Portopi del 13 settembre e conquistò l'attuale città di Palma nel 1230, fino alla definitiva resa musulmana nel 1231. Molti degli sconfitti furono massacrati, altri ripararono in Africa o furono fatti schiavi e l'isola venne ripopolata da catalani provenienti in prevalenza da Rosselló.
Nel suo testamento, il re Giacomo creò il Regno di Maiorca ("regnum Maioricarum et insulae adyacentes"), vassallo del Regno di Aragona, includendo non solo Maiorca ma anche le altre isole dell'arcipelago, ancorché fossero ancora governate da musulmani. Alla sua morte, avvenuta nel 1276, il figlio Giacomo II di Maiorca prese il suo posto ed emise la Carta delle Franchigie. Il regno rimase indipendente per poco tempo perché nel 1349 fu nuovamente incorporato al Regno di Aragona. La morte del re Giacomo III di Maiorca nella battaglia di Llucmajor decise la fine del Regno di Maiorca sebbene la figlia di questi, Isabella, stabilitasi nel castello di Gallarques vicino a Montpellier, si fosse proclamata Regina fino alla propria morte, avvenuta nel 1404.
Ai tempi di Carlo V d'Asburgo nel 1521 si produsse una sollevazione simile a quella del Regno di Valencia, durante la quale gli insorti arrivarono a circondare Alcúdia, dove si era rifugiata la nobiltà dell'isola.
Durante il secolo XV l'isola, come il resto delle Baleari e la costa est, soffrì gli attacchi dei pirati turchi e berberi, mentre durante la guerra di successione spagnola si schierò con l'arciduca Carlo d'Austria, contro Filippo di Borbone.

### Anni recenti
Nel luglio 2009 un attentato terroristico a Palma ha causato la morte di 2 agenti della Guardia Civil.

## Economia

### Turismo
Il turismo è la fonte di introiti più importante:
Il primo albergo di lusso aprì le sue porte a Palma verso il 1902.
- 1950
  - Comincia il turismo di massa
- 1970
  - 2 milioni di turisti
- 2006
  - 10 milioni di turisti
- 2023
  - 17,8 milioni di turisti[5]

### Perle artificiali
Nella città di Manacor ha sede la maggiore azienda produttrice di perle artificiali, la Majorica SA. Il processo di produzione prevede la copertura con un multistrato derivato dalle scaglie di pesce di un nucleo vitreo (la cui esatta composizione è coperta da grande riserbo) la cui densità è esattamente pari a quella delle perle naturali.

## Geografia antropica

### Demografia
Maiorca ha una popolazione di 873 414 abitanti (2011), quindi è la più popolosa isola delle Baleari e la seconda più popolata in Spagna dopo Tenerife nelle Isole Canarie.

### Suddivisioni amministrative
Il territorio di Maiorca, facente parte della comunità autonoma delle isole Baleari, è suddiviso tra i seguenti comuni (municipis):
Alaró - Alcúdia - Algaida - Andratx - Ariany - Artà - Banyalbufar - Binissalem - Búger - Bunyola - Calvià - Campanet - Campos - Capdepera - Consell - Costitx - Deià - Escorca - Esporles - Estellencs - Felanitx - Fornalutx - Inca - Lloret de Vistalegre - Lloseta - Llubí - Llucmajor - Manacor - Mancor de la Vall - Maria de la Salut - Marratxí - Montuïri - Muro - Palma - Petra - sa Pobla - Pollença - Porreres - Puigpunyent - ses Salines - Sant Joan - Sant Llorenç des Cardassar - Santa Eugènia - Santa Margalida - Santa Maria del Camí - Santanyí - Selva - Sencelles - Sineu - Sóller - Son Servera - Valldemossa - Vilafranca de Bonany.

## Cultura

### Musica e balli popolari
I principali balli tipici dell'isola sono il Ball de bot e il Ball dels cossiers.

### Cucina

#### Piatti antichi
Piatti tipici di Maiorca sono:
- la ensaimada, un dolce fatto con lardo di maiale (saïm).
- la sobrassada, un salume di carne di maiale, paprica e sale.
- Pa amb oli, pane condito con olio, sale e pomodoro. Viene servito con pa moreno (pane tipico dell'isola) a fette e si accompagna ad affettati e formaggi.
- Tumbet, piatto di verdure tipico di Palma di Maiorca.
- Frit Mallorquí. Piatto tipico fatto con verdure saltate, tra cui piselli, melanzane, pomodori e con matances, ovvero le frattaglie della mattanza del maiale. Esiste anche la versione con carne di agnello, di pesce e frutti di mare, e solo di verdure.
- Cocarroi, prodotti di panetteria fatti di pasta salata o dolce e ripieni di coste, pinoli e uvetta.

## Sport

### Calcio
Il Real Club Deportivo Mallorca milita nella prima divisione del campionato spagnolo.

### Tennis
Il tennista spagnolo Rafael Nadal è originario dell'isola.

## Amministrazione

### Gemellaggi
- Rodi